# Задача Бертрана
Задача Бертрана — задача, обратная к задаче двух тел и состоящая в определении силы взаимодействия по известным свойствам траекторий движения.

## Первая задача Бертрана
Первая задача Бертрана. Найти закон сил, зависящих только от положения движущейся точки, и заставляющей её описывать конические сечения, каковы бы ни были начальные условия.
Эта задача была успешно решена Дарбу и Альфаном при дополнительном предположении, что сила центральная, а затем удалось отбросить и это условие. Оказалось, что таких взаимодействия два — закон всемирного тяготения и закон Гука.

## Вторая задача Бертрана
Предположение о центральности силы, впрочем, можно было бы сделать и из общих соображений симметрии задачи.
Вторая задача Бертрана. Зная, что сила, вызывающая движение планеты вокруг Солнца, зависит только от расстояния и такова, что она заставляет свою точку приложения описывать замкнутую кривую, каковы бы ни были начальные условия, если только скорость меньше некоторого предела, найти закон этой силы.
Ответ короток: закон силы может быть или законом Гука или законом всемирного тяготения.
Задача решена самим Бертраном. Наиболее полное решение приведено в заметке Дарбу к механике Депейру

## Задача Кенигса
Кенигс (Koenigs G.) предложил ещё более общую задачу:
Задача Кенигса. Зная, что сила, вызывающая движение планеты вокруг Солнца, зависит только от расстояния и такова, что она заставляет свою точку приложения описывать
алгебраическую кривую, каковы бы ни были начальные условия, найти закон этой силы.
Как это ни удивительно, но ответ тот же: закон силы может быть или законом Гука или законом всемирного тяготения.
Исчерпывающее решение задачи дано самим Кенигсом. Идея доказательства сводится к доказательству замкнутости аналитической финитной орбиты, что сводит задачу к предыдущей.

## Историческая справка
Задачи определения вида сил при движении тела по орбитам в виде конических сечений и вида орбит по заданному закону сил поставлены и полностью решены Исааком Ньютоном в I книге «Математических начал» с использованием разработанного им синтетического метода, объединяющего геометрические доказательства основных теорем математического анализа и теории пределов с созданной им теорией аналитических рядов на основе бинома Ньютона.
В отделе III (О движении тел по эксцентричным коническим сечениям) доказывается, что движение по коническим сечениям возможно лишь для закона обратных квадратов (Предложения XI—XIII), либо для закона первой степени (Гука, Предложение Х). Причём первый случай отвечает направлению силы к фокусу конического сечения, а второй — в геометрический центр эллипса. В Отделе II предварительно доказывается, что движение тела по части любой гладкой кривой, лежащей в плоскости, может быть сведено к движению в поле некоторой центральной силы с притягивающим центром на этой плоскости (Предложение VII, Следствия 2 и 3).
В отделе IХ (О движении тел по подвижным орбитам и о перемещении апсид) доказывается с использованием аналитических рядов и предельного перехода от орбиты, близкой к кругу, к круговой, что замкнутая орбита может быть только при показателе степени +1 (закон Гука, Пример 2) или −2 (закон тяготения, Пример 3).
В предисловии к «Началам» автор перевода и редактор первого издания «Начал» на русском языке механик А. Н. Крылов отмечает, что первый перевод на английский язык был сделан в 1727 году, на французский — лишь в 1759 маркизой дю Шатле, и работа Ньютона на современных европейских языках стала доступной лишь спустя много десятилетий после первого её издания в 1686 году.